# Râul Remezeu
Pârâul Remezău este un curs de apă, afluent al râului Suceava în județul Suceava.

## Hărți
- Harta județului Suceava
- Harta Obcinele Bucovinene  Arhivat în 30 iulie 2009, la Wayback Machine.